# Sinnar
Sinnar è una città dell'India di 31.727 abitanti, situata nel distretto di Nashik, nello stato federato del Maharashtra. In base al numero di abitanti la città rientra nella classe III (da 20.000 a 49.999 persone).

## Geografia fisica
La città è situata a 19° 51' 0 N e 74° 0' 0 E e ha un'altitudine di 650 m s.l.m..

## Società

### Evoluzione demografica
Al censimento del 2001 la popolazione di Sinnar assommava a 31.727 persone, delle quali 16.483 maschi e 15.244 femmine. I bambini di età inferiore o uguale ai sei anni assommavano a 4.741, dei quali 2.616 maschi e 2.125 femmine. Infine, coloro che erano in grado di saper almeno leggere e scrivere erano 22.432, dei quali 12.709 maschi e 9.723 femmine.